# ジョージ・マンク (初代アルベマール公)
初代アルベマール公爵ジョージ・マンク（モンク）（英: George Monck, 1st Duke of Albemarle、英語発音: [Mʌŋk], KG, 1608年12月6日 - 1670年1月3日）は、イングランドの貴族・軍人。清教徒革命（イングランド内戦）で軍人として出世、英蘭戦争では海軍の司令官として活躍。イングランド共和国末期の混乱を収拾して王政復古を実現させた功によりアルベマール公に叙された。

## 生涯

### 王党派での経歴
1608年、デヴォンシャーのマートンでサー・トマス・マンクの次男として生まれた。軍人となり、1625年のバッキンガム公ジョージ・ヴィリアーズによるスペインのカディス遠征を始め、1627年の対フランス戦争にも従軍してラ・ロシェル包囲戦におけるユグノー（プロテスタント）救援のためレ島遠征に参戦、1629年にオランダ軍に加わり八十年戦争でスペイン軍と戦い統率力を称賛され、1637年のブレダ包囲戦で勇敢に戦い注目された。1638年にドルトレヒト議会と諍いを起こしてイングランドへ帰国。ニューポート連隊中佐の職を得た。
イングランドではチャールズ1世の失政で反乱が頻発、マンクはそれらの反乱鎮圧に駆り出され、1639年と1640年にスコットランドで勃発した主教戦争と1641年のアイルランド同盟戦争では、オーモンド公ジェームズ・バトラー率いる鎮圧軍隷下のレスター卿連隊（Lord Leicester's regiment）の連隊長としてアイルランドへ出兵した。レスター伯ロバート・シドニーはマンクの冷静沈着さを称賛、空席となっていたダブリン総督の座をマンクに勧めた。
しかし、チャールズ1世はマンクを採用せず別人を任命、マンクに就任を放棄させた。この行為からチャールズ1世に不満を抱くようになり、第一次イングランド内戦では王党派に属したが、1644年に王党派の軍が議会派司令官のトーマス・フェアファクスにナントウィッチの戦いで敗れると捕虜となりロンドン塔へ投獄、2年後の1646年に釈放され議会派へ鞍替えした。

### 共和政時代
釈放後は議会派のニューモデル軍に属して少将となり、1647年にアイルランドに出兵して転戦、1649年にアイルランド・カトリック同盟の指導者オーウェン・ロー・オニールと和睦を結んで帰国した。続いて翌1650年に議会派の司令官オリバー・クロムウェルに従いスコットランドへ遠征、第三次イングランド内戦におけるダンバーの戦いでジョン・ランバート・チャールズ・フリートウッドらと連携してスコットランド軍を撃破した後はスコットランド駐留軍の指揮を任され、翌1651年のウスターの戦いの際、スコットランド軍が南下しがら空きになった隙にスコットランド各地を転戦して1652年までにスターリング・ダンディー・アバディーン・オークニー諸島などを占領してスコットランドを平定した。翌1653年にクロムウェルが護国卿に就任すると、スコットランド代表として政権に加わりイングランド共和国の有力者となった。
1652年に第一次英蘭戦争が始まると、革命による海軍人材不足を補うためコモンウェルスネイビーに設けられた役職であるゼネラル・アット・シーに任命され、翌年にはポートランド沖海戦で重傷を負ったロバート・ブレイクに代ってイングランド艦隊司令長官としてオランダ海軍に立ち向かうことになった。オランダはマールテン・トロンプ提督が迎え撃ったが、マンクはガッバードの海戦に勝利、スヘフェニンゲンの海戦でもトロンプを討ち取り、1654年にウェストミンスター条約を締結、オランダに対してイングランドが優位に立った。戦後はスコットランドに戻り総督として駐屯を続けた。
ジェネラル・アット・シー在任中はブレイクとウィリアム・ペンと共に海軍改革に力を尽くし、艦隊戦術は単縦陣を採用して縦列で相手に集中砲火を浴びせガッバードの海戦で成果を挙げた。この戦術はオランダもスヘフェニンゲンの海戦で採用、やがて単縦陣は世界の海軍の基本陣形となった。また、英蘭戦争を通して海上戦略も確立され、地中海の確保と制海権の獲得など、後にイギリス海軍で重要視される目標が立てられていった。

### 王政復古に尽力
1658年、クロムウェルが死去して息子のリチャード・クロムウェルが護国卿となったが、軍部の反抗を抑えきれず翌1659年5月に退任すると権力闘争が起こり、クロムウェルの部下ジョン・ランバートが10月にクーデターでランプ議会を解散させて軍事政権を樹立した。この間、スコットランドに留まっていたマンクは大陸に亡命中の王党派と連絡を取り、スコットランドから南下して議会の召集を要求して12月に復活させた。一方、バルト海に派遣していた艦隊司令官エドワード・モンタギューをイングランドへ呼び戻し、チャールズ1世の息子チャールズ2世ら王党派を迎え入れるよう命じて着々と王政復古への布石を打った。
翌1660年1月にスコットランドとイングランドの国境線であるツイード川を越えてイングランドに進出、支持を失ったランバートを捕らえてロンドン塔へ投獄、2月にロンドンへ入った。そこで共和政に不満を持ち王政復古を望む国民の支持を背景に、クロムウェルに解散させられた長期議会を召集させて共和政から排除された長老派を含む議員を復帰させた。更に、3月に革命と無関係な議会形成を目標に議会を解散させて総選挙を実施、合わせてチャールズ2世と側近のエドワード・ハイド（後のクラレンドン伯爵）に政界の混乱を避けるための恩赦実施などを打ち合わせ、4月にオランダのブレダでチャールズ2世が発したブレダ宣言成立に繋げた。
そして、4月に王党派も復帰した仮議会が成立、5月の王政復古宣言を見届け、モンタギューの艦隊に乗ってイングランドへ帰国したチャールズ2世を出迎えて、大きな混乱も無く王政復古を実現させた。チャールズ2世からは恩賞として軍最高司令官・寝室係侍従・アイルランド総督・主馬頭・ガーター騎士に叙任され、アルベマール公爵・トリントン伯爵・マンク男爵・ビーチャム男爵に叙爵され7000ポンドの年金も約束された。マンクに協力して王政復古に尽くしたモンタギューと秘書のサミュエル・ピープスも恩賞を与えられ、モンタギューはサンドウィッチ伯爵に叙爵、ピープスはイングランド海軍の官僚として出世していった。
マンクの騎馬護衛隊（Monck's Life Guards）は近衛騎兵となった3個中隊の第2／クィーンズ中隊（Queen's Troop）となり、その後他の中隊と統合されてライフガーズ連隊となった。翌1661年には、”モンクの歩兵連隊”が近衛歩兵連隊となり、後には当時からの通称である「コールドストリームガーズ」（Coldstream Guards）が正式名称となって現在に至る。
チャールズ2世からの恩賞は1663年にも与えられ、北アメリカのカロライナ植民地の所有者8人のうち1人に選ばれた。現在のノースカロライナ州にある三角江のアルベマール・サウンドはマンクの爵位に因んで名付けられている。

### 晩年
1665年にロンドンでペストが流行すると治安維持のため出動、翌1666年にペストが沈静化すると第二次英蘭戦争に駆り出され、カンバーランド公ルパートと共にイングランド艦隊を指揮して再びオランダ海軍と交戦することになった。4日海戦ではルパート艦隊がオランダの同盟国フランスの援軍阻止に向かい戦場から離れてしまったため、劣勢のままミヒール・デ・ロイテル率いるオランダ艦隊に立ち向かった。6月1日から4日までの海戦では大損害を受けて敗北を喫したが、戦線を崩さず奮戦してオランダにも損害を与え両軍後退に持ち込んだ。続く7月の聖ジェイムズ日の海戦でルパートと共同でオランダ海軍と交戦、一応の勝利をおさめたが、戦果をかなり誇大に報告して雪辱を果たした。8月にオランダ沿岸の商船襲撃も実行している（ホームズの焚火）。
9月にロンドン大火が発生するとチャールズ2世から呼び戻され治安維持に当たり、翌1667年にオランダ艦隊がテムズ川河口付近のメドウェイ川を襲撃すると急遽現場のチャタムに向かい、陸に迫るオランダ海軍をチャタムから必死に砲撃して応戦したが、ロイヤル・チャールズが敵に捕獲されロイヤル・ジェイムズとロイヤル・キャサリンを沈めるという屈辱的な結果に終わった（メドウェイ川襲撃）。戦後ブレダの和約で戦争は終結、以後は名目上の第一大蔵卿として実務は大蔵委員会に任せ、3年後の1670年に61歳で死去、ウェストミンスター寺院に埋葬された。
軍最高司令官はチャールズ2世の庶子のモンマス公ジェイムズ・スコットに、大蔵卿はチャールズ2世の側近トマス・クリフォードに、アルベマール公位は1人息子のクリストファー・マンクにそれぞれ受け継がれたが、1688年にクリストファーに子供が無く死去、マンク家とアルベマール公位は消滅した。後にアルベマール伯位が新設され、アーノルド・ヴァン・ケッペルが叙爵された。また、1696年にジェームズ2世がアルベマール公位を復活させ庶子ヘンリー・フィッツジェームズに与えたが、この爵位は実効性がないジャコバイト貴族としての爵位で、1702年にヘンリーが亡くなり1代限りで消滅した。